# Merismus
Der Merismus (von griechisch μερισμός: „Teilung“, „Zergliederung“) ist eine rhetorische Figur der Lyrik, mit dem eine Gesamtheit durch zwei, meist gegensätzliche Begriffe ausgedrückt wird. 

## Wirkung
Der Merismus dient zum Beschreiben eines Oberbegriffs und ist mit den Stilmitteln Synekdoche und Hendiadyoin verwandt. 

### Beispiele
Merismen finden in der Bibel Verwendung.
Beispiele im Tanach, im Alten Testament:
- Jona 1,9 EU: „Ich bin ein Hebräer und verehre JHWH, den Gott des Himmels, der das Meer und das Trockene gemacht hat.“

- Koh 3,17 EU: „Gott wird richten den Gerechten und den Gottlosen; denn alles Vorhaben und alles Tun hat seine Zeit.“

Beispiel im Neuen Testament:
- Offb 1,8 EU: „Ich bin das Alpha und das Omega, spricht Gott, der Herr, der ist und der war und der kommt, der Herrscher über die ganze Schöpfung.“